# Saint-Martin-Château
Saint-Martin-Château – miejscowość i gmina we Francji, w regionie Nowa Akwitania, w departamencie Creuse.
Według danych na rok 1990 gminę zamieszkiwały 152 osoby, a gęstość zaludnienia wynosiła 5 osób/km² (wśród 747 gmin Limousin Saint-Martin-Château plasuje się na 470. miejscu pod względem liczby ludności, natomiast pod względem powierzchni na miejscu 165.).

## Populacja

Populacja Saint-Martin-Château w latach 1962–2008